# Pleuronodes arida
Pleuronodes arida là một loài bướm đêm trong họ Noctuidae.